# Kingstone Mutandwa
Kingstone Mutandwa (* 5. Januar 2003 in Chibombo) ist ein sambischer Fußballspieler.

## Karriere

### Verein
Mutandwa begann seine Karriere bei Atletico Lusaka. Im November 2021 wechselte er leihweise nach Israel zu Maccabi Petach Tikwa, kehrte ohne Einsatz aber bereits im Januar 2022 wieder zu Atletico zurück. Zur Saison 2023/24 wechselte er nach Italien zu Cagliari Calcio, wo er zunächst für die U-19-Mannschaft zum Einsatz kam. Im Januar 2024 stand er erstmals im Profikader Cagliaris. Sein Debüt in der Serie A folgte anschließend im März 2024 gegen den FC Empoli. Bis zum Ende der Spielzeit absolvierte er fünf Spiele, in denen er ein Tor erzielte.
In der Saison 2024/25 kam der Angreifer sechsmal in der Serie A zum Zug. Zur Saison 2025/26 wechselte Mutandwa leihweise zum österreichischen Bundesligisten SV Ried.

### Nationalmannschaft
Mutandwa nahm 2023 mit der sambischen U-20-Auswahl am Afrika-Cup teil. Beim Turnier schied Sambia in der Gruppenphase aus, Mutandwa absolvierte alle drei Partien seines Landes und erzielte ein Tor. Im Juni 2024 debütierte er in der WM-Qualifikation gegen Tansania im A-Nationalteam.